# Pakoštane
Pakoštane falu és község Horvátországban Zára megyében. Közigazgatásilag Drage, Vrána és Vrgada települések tartoznak hozzá.

## Fekvése
Zárától 35 km-re délkeletre, Dalmácia északi részén, az Adriai-tenger partja és a Vránai-tó között fekszik.

## Története
A régészeti leletek tanúsága szerint területén már a kőkorszakban éltek emberek. A bronzkorból néhány bronz harci szekerce, a vaskorból az illír liburnok egyik erődített településének nyomai maradtak fenn. A településtől északnyugatra a Kostelj nevű hegyen liburn nekropoliszt tártak fel számos kerámia lelettel. A mai Pakoštane helyén az ókorban a rómaiak „Asseria” nevű kikötője feküdt. A kikötő alatt a tengerben még láthatók a római kikötői gát maradványai. Az ókori település több helyen feltárt maradványai és a temető alatt egy gazdag római nemes tengerparti villájának alapfalai szintén megtalálhatók. Itt ágazik le Pakoštane felé a Vránától Zárába vezető római vízvezeték. A mai település első írásos említése egy 1450. október 15-én kelt oklevélben történt “villa vocata Pachoschiane” alakban. 1498-ban a mai Pakoštane területén feküdt Zablaće plébánosát, 1509-ben pedig Pakoštane bíróját említik. A velencei uralom idején a területe a gazdag zárai család a Karnarutićok birtoka volt, akik a köztársaságnak tett szolgálataikért kapták ezt a területet. A 15. és 16. században a török többször is megtámadta és lerombolta a települést. A neves horvát történész Ivan Jelić szerint valamivel 1495 előtt és 1499-ben is súlyos károkat szenvedett. A következő támadás 1521-ben érte, amikor újra kifosztották és lerombolták, lakói pedig a Vrgada- és a Pašman-szigetre menekültek. Az adatokból az is nyilvánvaló, hogy a menekültek mindig gyorsan visszatértek a veszély elmúltával. A település újabb lerombolása a ciprusi háború elején 1570-ben történt, amikor teljesen elnéptelenedett. 1573-ban Zablaćét rombolták le. Pakoštane csak 1597-ben épült újjá, azelőtt Michiel zárai gróf a “villaggio dishabitato” azaz lakatlan falu kifejezéssel illette. Amint azt neves horvát költő és szerzetes Andrija Kačić Miošić megénekelte lakóinak menekülniük kellett a kandiai háború (1645-1669) idején is. A 16. században épített templomát csak 1712-ben szentelte fel Vicko Zmajević zárai érsek. A török veszély elmúltával a tengerparttól a Vránai-tóig terjedő terület gyors fejlődésnek indult. A lakosság száma ugrásszerűen nőtt, egymás után épültek fel az új lakóházak. 1797-ig a Velencei Köztársaság része volt, majd miután a francia seregek felszámolták a Velencei Köztársaságot és a campo formiói béke értelmében osztrák csapatok szállták meg. 1806-ban a pozsonyi béke alapján az Első Francia Császárság Illír Tartományának része lett. 1815-ben a bécsi kongresszus újra Ausztriának adta, amely a Dalmát Királyság részeként Zárából igazgatta 1918-ig. A településnek 1857-ben 498, 1910-ben 1010 lakosa volt. Az első világháború után előbb a Szerb-Horvát-Szlovén Királyság, majd Jugoszlávia része lett. A második világháború idején a szomszédos településekkel együtt Olaszország fennhatósága alá került. Az 1943. szeptemberi olasz kapituláció után horvát csapatok vonultak be a településre, amely ezzel visszatért Horvátországhoz. A településnek 2011-ben 2191 lakosa volt, akik főként mezőgazdasággal és turizmussal foglalkoztak.

## Lakosság
| Lakosság változása | Lakosság változása | Lakosság változása | Lakosság változása | Lakosság változása | Lakosság változása | Lakosság változása | Lakosság változása | Lakosság változása | Lakosság változása | Lakosság változása | Lakosság változása | Lakosság változása | Lakosság változása | Lakosság változása | Lakosság változása |
| ------------------ | ------------------ | ------------------ | ------------------ | ------------------ | ------------------ | ------------------ | ------------------ | ------------------ | ------------------ | ------------------ | ------------------ | ------------------ | ------------------ | ------------------ | ------------------ |
| 1857               | 1869               | 1880               | 1890               | 1900               | 1910               | 1921               | 1931               | 1948               | 1953               | 1961               | 1971               | 1981               | 1991               | 2001               | 2011               |
| 498                | 634                | 558                | 697                | 858                | 1010               | 1418               | 1107               | 1392               | 1433               | 1639               | 1665               | 1722               | 2155               | 2113               | 2191               |

## Nevezetességei
- Mária Mennybevétele tiszteletére szentelt plébániatemploma 1906-ban épült Ćiril Iveković tervei szerint a régi plébániatemplom maradványain. A templom háromhajós épület sekrestyével és hat márvány oltárral. A főoltár képén a mennyekbe emelkedő Szűz Mária látható. A mellékoltárokon a Rózsafüzér királynője (szoborral), Páduai Szent Antal (szoborral), Keresztelő Szent János (szoborral), Szent Rókus (szoborral) látható. A szembemiséző oltár a keresztelőmedencéhez és a két szenteltvíztartóhoz hasonlóan kőből készült. A harangtoronyban három harang található. A plébániaházat 1830-ban építették.[2]
- A Szent Rókus temetőkápolna 1936-ban épült, homlokzata felett harangépítménnyel és egy haranggal.[2]
- A Szent Jusztin kápolna az azonos nevű szigeten található. 1647-ben építették, 1895-ben megújították.[2]
- Pakoštane közelében a Janica a nevű helyen egy saját kikötővel rendelkező ókori épület maradványai találhatók.[3] Egy nagy kőtömbökből épített hullámtörő maradványai is látszanak, amely a Sveta Justina-sziget felé nyúlik a tengerbe. A lelőhely 1,2-2,2 méter mélységben fekszik a tengerszint alatt, és valószínűleg annak az ókori villának része volt, amelynek maradványai a parton találhatók